# 蔀 (中國)
蔀或篰（拼音：bù，注音：ㄅㄨˋ）是中國古代曆法的時間單位。指回歸年與朔望月與平太陽日的最短循環（時間長度極接近的最小公倍數）。在西方，類似的概念為Callippic cycle。

## 數學原理
由於回歸年與朔望月之最小公倍數並未恰好等於一日長的整數倍，若再取與太陽日之公倍數，則能更妥善的制曆，因此出現「蔀」。

## 量值更迭

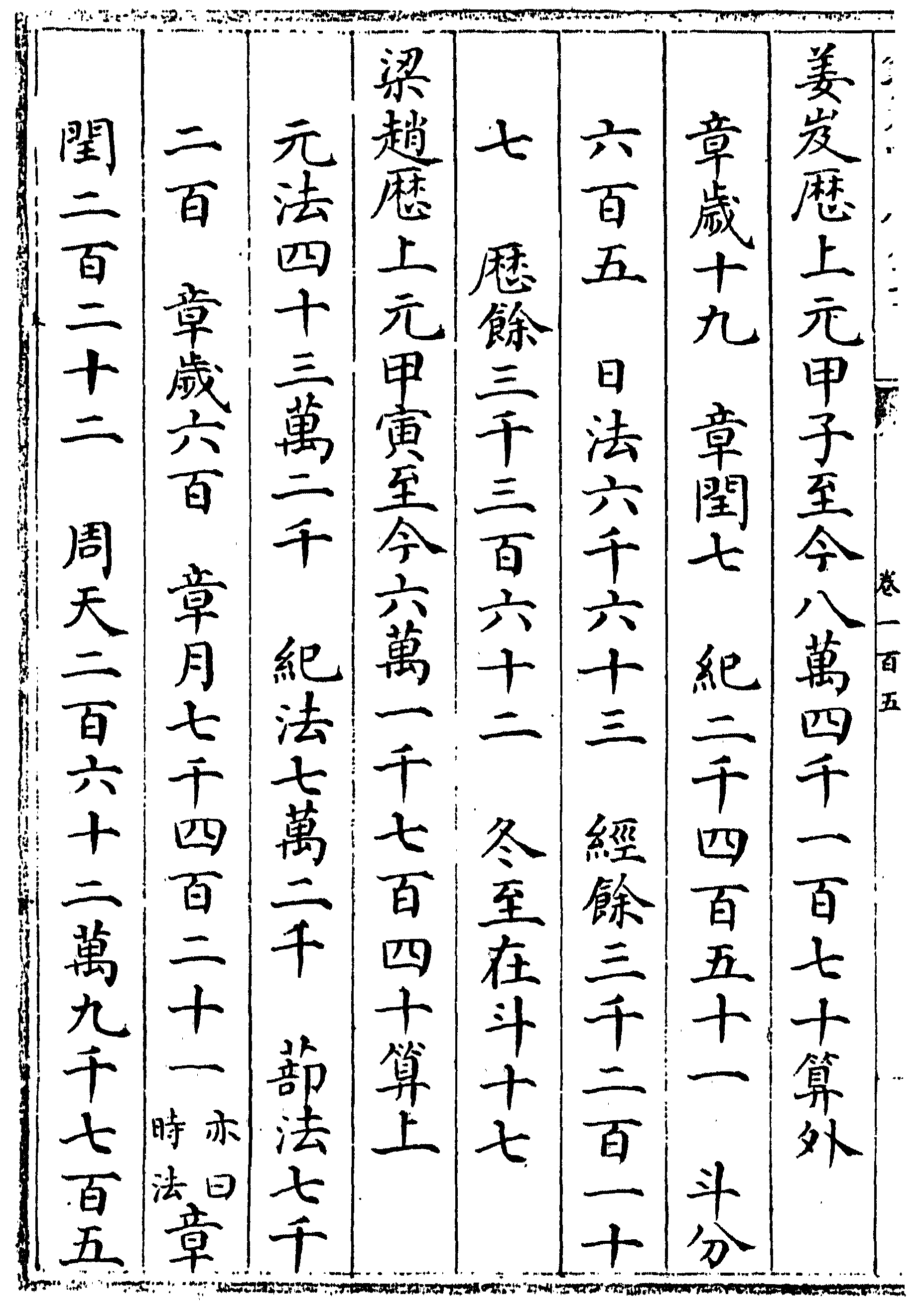
玄始曆採用600年置222個閏月代替十九年七閏法。更廣泛被使用的的大明曆亦棄十九年七閏法。

在玄始曆與大明曆前，包括古六歷等皆採用一章為章歲十九、章月二百三十五、章閏七。
- 1蔀=4章=76年

因為回歸年與朔望月與太陽日三者事實上並沒有準確的倍數關係，這個數值可能因曆法不同而有所改變。通常越後期、越精確的曆法，取值會更大。直至今日，由於天文觀測技術的進步，通常我們會以觀測結果作為決定日期的依據。例如以觀測後的定朔代替平朔，而不光以紙上作業為準。

## 文內注釋
1. ↑  辛德勇 (2007) 重谈中国古代以年号纪年的启用时间
2. ↑  .卷93志第三《律曆下》: 日周於天，一寒一暑，四時備成，萬物畢改，攝提遷次，青龍移卯，謂之歲。歲首至也，月首白也。至、朔同日謂之章，同在日首謂之蔀，蔀終六旬謂之紀，歲朔又復謂之元。
3. ↑  瞿曇悉達. . 卷一百五：古今歷積年及章率
《梁趙歷》上元甲午，至今六萬一千七百四十算上。
元法四十三萬二千，紀法七萬二千，蔀法七千二百，章歲六百，章月七千四百二十一（亦曰時法），章閏二百二十二，